# Lhota (Šternberk)
Lhota (německy Allhütten) je vesnice, součást města Šternberka. Nachází se v katastrálním území Lhota u Šternberka.

## Území
Katastrální území má rozlohu 533 hektarů, nadmořská výška se pohybuje mezi 240 a 400 m n. m.
Ve Lhotě leží, převážně na západ od silnice I/46 z Olomouce směrem na Opavu a železniční tratě Olomouc–Šumperk (290), po celé své délce šternberské ulice Lhotská, Na Bažinách, Na Pláni, Polní, Průmyslová a U Dráhy. Ty tvoří vlastní zástavbu původní Lhoty na levém břehu říčky Sitky, na jejím katastrálním území se ale dále nachází i jižní část ulice Olomoucká s průmyslovými a skladovacími objekty, Psychiatrická léčebna Šternberk, lesní osada Aleš a četné zahrádkářské kolonie.

## Historie
První písemná zmínka o vsi je z roku 1296, tehdy byla psána jako Elhoten. V roce 1367 se poprvé připomíná ves Prlov na dnešním katastru obce, která však zanikla v 15. století. V době vzniku obecních samospráv roku 1850 byla menší část Lhoty připojena ke Šternberku, větší část však zůstala jako samostatná obec. O tři roky později zde vznikla německá obecná škola a v roce 1890 došlo k založení zemského ústavu choromyslných (dodnes psychiatrická léčebna). Původně česká ves se postupně poněmčila. Např. v roce 1900 zde žilo 918 obyvatel německé a 572 obyvatel české obcovací řeči. Až po vzniku Československa podíl českého obyvatelstva vzrostl, k roku 1930 zde žilo 874 Čechů a 840 Němců. Proto již v roce 1932 v orgánech obecní samosprávy získali převahu čeští političtí zástupci a o tři roky později byla zřízena menšinová česká obecná a mateřská škola. Lhota byla přesto v roce 1938 jakožto hraniční obec Sudet připojena k Německé říši. Po válce následoval odsun německého obyvatelstva a příchod českých dosídlenců. V roce 1947 lhotští a šternberští zemědělci založili společné strojní družstvo a už v roce 1955 byla Lhota připojena ke Šternberku. Na lhotském katastru byl téhož roku zřízen vojenský opravárenský podnik.